# Sandeidet
Sandleidet (norwegisch für Sandige Landenge) ist eine Moräne im ostantarktischen Königin-Maud-Land. In der Westlichen Petermannkette des Wohlthatmassivs bedeckt sie die Oberfläche des Gråkammen und eines kleinen Felssporn unmittelbar nordwestlich davon.
Luftaufnahmen der Deutschen Antarktischen Expedition 1938/39 unter der Leitung des Polarforschers Alfred Ritscher dienten einer ersten Kartierung. Norwegische Kartographen, welche die Moräne deskriptiv benannten, kartierten sie anhand von Vermessungen und Luftaufnahmen der Dritten Norwegischen Antarktisexpedition (1956–1960).